# Dīpāvali

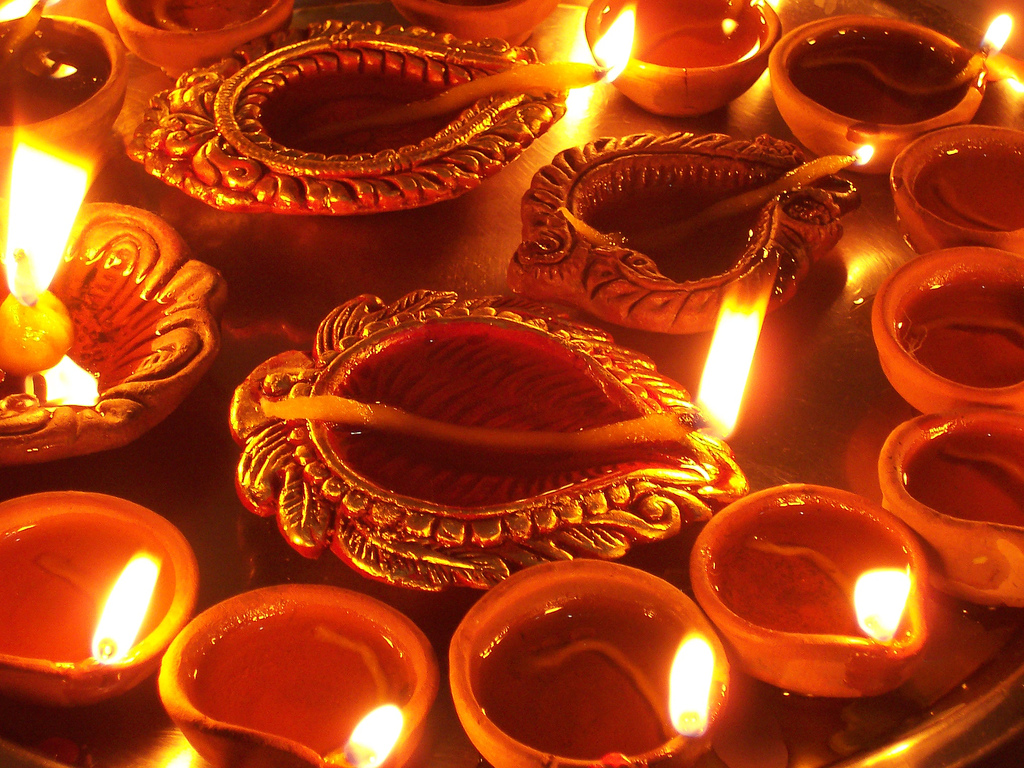
Candele aprinse cu prilejul festivalului

Dīpāvali, Diwali sau Divali (hindi दिवाली, sanscrită दीपावली, urdu دیوالی), cunoscut și ca Festivalul Luminilor, este un festival important în hinduism, sikhism și jainism, care are loc în octombrie - noiembrie și durează cinci zile. Dīpāvali este o sărbătoare oficială în India, Guyana, Trinidad-Tobago, Malaezia, Nepal, Singapore, Sri Lanka și Fiji.
Dīpāvali înseamnă „șir de lămpi” în sanscrită. În timpul festivalului se aprind candele, simbolizând triumful binelui asupra răului, iar participanții poartă haine noi și își oferă unii altora dulciuri și gustări.